# ヘスス・ロドリゲス
ヘスス・ロドリゲス（Jesús Rodríguez、1986年2月17日 - ）は、アメリカ合衆国のプロレスラー、リングアナウンサー。カリフォルニア州バンナイズ出身のメキシコ系アメリカ人。

## 来歴
2006年8月にプロレスラーとしてのキャリアを開始。チカラ、ドラゴンゲートUSAなどのインディー団体にて覆面レスラーのキメラ（Chimaera）として活動。

### WWE
2010年、WWEと契約。傘下団体であるFCWでキメラとして活動しながら、同年8月よりリカルド・ロドリゲス（Ricardo Rodriguez）名義でWWEのSmackDownに登場。アルベルト・デル・リオの専属リングアナウンサーを務め、番組のリード・リングアナウンサーであるトニー・チメルに代わってデル・リオのコールを担当。

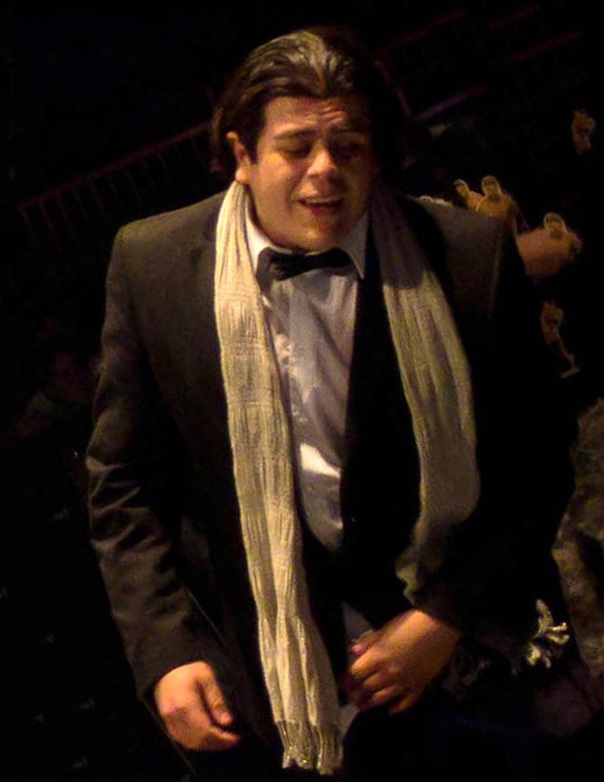
リカルド・ロドリゲス（2011年）

2011年、FCWのロスター入りを果たし、試合に出場する一方、WWEではアルベルト・デル・リオの忠実な手下であり、命令には絶対服従。デル・リオの対戦相手の妨害や王座奪取、防衛への工作など、様々な手段で尽くした。12月19日、RAWにてデル・リオが負傷欠場した事によって同時に出番を失った。
2012年1月29日、PPVであるRoyal Rumble 2012にてロイヤルランブルマッチに8番目の登場を果たすもサンティーノ・マレラにより脱落させられた。4月よりデル・リオの戦線復帰に合わせて再び専属リングアナウンサーとして復帰。サンティーノ・マレラとの抗争を展開し、10月よりエル・ローカル（El Local）なる覆面レスラーとしてSaturday Morning SlamやNXTに出場し、12月29日にはビッグ・ショーと対戦するなど選手としての出場機会が増えた。
2013年、ロブ・ヴァン・ダムとデル・リオの抗争が展開される中デル・リオの救助に失敗したことが原因で専属リングアナウンサーから解雇された。これに憤慨し、ロブ・ヴァン・ダムのマネージャーに就くが、抗争の終了によりフェードアウト。
2014年、WWEではPPV時のスペイン語実況席による解説が中心となり、同時にNXTではエル・ローカルとしてカリストとタッグを組んで活動。NXTタッグ王座に挑むなど活躍するが、7月30日にWWEから解雇となった。

### インディー団体
WWE解雇後、2014年8月30日、アイ・ビリーブ・イン・レスリング（I Believe In Wrestling）のイベントであるBELIEVE 82にて本名名義で参戦し、チェイスン・ランス & トリスタン・ケアリィと組み、マネージャーにシャウル・ゲレロを従えてサンタナ・ギャレット & マックスウェル・シカゴ & スウィート・タン・ウィリーと対戦して勝利した。

## 得意技
- コークスクリュー・ムーンサルト

## 入場曲
- Realeza